# لعبة الداما الحمراء
فريق لعبة الداما الحمراء للاستعراض الجوي. (بالإنجليزية: Red Checkers)‏.هو استعراض جوي دقيق للقوات الجوية الملكية النيوزيلندية. فريق لعبة الداما يحلق على متن Air Pacific Aerospace CT-4E Airtrainer. كانت الطائرات السابقة المستخدمة هي CT4B وأمريكا الشمالية هارفارد (T-6). حتى عام 1994 كانت لعبة الداما في Wigram. كانت الطائرات المستخدمة من قبل الفريق مرسومة في شكل أحمر وأبيض متقلب، ولكن تم تخفيض هذا الآن إلى شريط صغير متقلب.
في عام 1973 تم حل الفريق بسبب أزمة الوقود العالمية ولكن تم تشكيله مرة أخرى في عام 1980.